# 溥偉
恭賢亲王溥偉（1880年12月30日—1936年1月），（铁帽子王），號：錫晋齋主，愛新覺羅氏。是第一代恭親王奕訢嫡孫，歷任官房大臣、滿洲正紅旗都統、禁煙事務大臣等職。
在清末的各类传说中，溥伟有数次可继承皇位的机会:95。

## 生平
1880年12月30日，溥偉出生於北京。生父載瀅早年曾过继至叔祖父奕詥一系。至1900年，載瀅回归祖父奕訢一系。因溥偉自小过继伯父載澂。故與1896年，承襲伯父載澂郡王貝勒爵。祖父奕訢在1898年逝世後，長孫溥偉又回歸承襲恭亲王爵。
1898年戊戌政变时，慈禧太后如何处置光绪帝是当时中国政治生活的焦点。各类传闻中，他与载振、溥儁，皆是取代光绪帝，承继皇位的宗室人选:95。1908年，光绪帝逝世，慈禧太后在溥字辈宗室近支，即光绪帝侄子辈、道光帝曾孙中，選擇3歲的溥儀承繼帝位。若是在溥字辈宗室近支中选立长君，溥伟被认为是最合适的人选。溥仪年幼，由其父载沣主政，任命溥伟为禁烟大臣。被认为是载沣用“闲曹职位”对溥伟进行压制。1911年，溥伟因病开缺:98。
辛亥革命時期，溥伟與肅親王善耆等人組織「宗社黨」，拒絕在清帝「退位詔書」上簽字，主張整兵一戰，是清皇族中的復辟派。1912年2月12日，宣统退位，中华民国成立之后，溥偉先避居京郊戒台寺，后转移到德国租借地青岛。家人亦一同移居。在青岛，他与德国汉学家尉禮賢相熟。1913年，他联络驻扎在兖州的张勋，策划“癸丑复辟”未遂。
1914年第一次世界大戰爆發，日軍佔領青島。曾传，他说：「有我溥偉在，大清不會亡。」但无文献可证。溥偉欲借日本勢力復辟清室，在日軍的支持下，他和善耆發起「滿蒙獨立運動」，重建已被解散的宗社黨，還在遼東一帶召納馬匪，秘密組織勤王，並預謀六月中旬在遼南一帶舉事復辟，推翻袁世凱。但由於袁世凱突然身亡，計畫未能實施。1917年张勋發起丁巳复辟，溥偉一旁觀望，沒有參加。
1922年2月善耆去世，溥偉復辟清室的希望成空。同年秋天，德国殖民地青島回歸中華民國之前，溥偉從青島移居大連，在黑石礁築室「星浦山莊」（今爲大連星海賓館），閑居中廣交旅大文人，賦詩作畫，以打發其惆悵無聊的日子。他的《春日》一詩最能表達他對於國破之後復辟無望，痛苦不堪的心情。
1931年奉天事變後，大日本帝國爲誘迫溥儀早到東北籌建滿洲國，將溥偉從大連接到瀋陽，讓其當「四民維持會」會長，揚言要以溥偉爲首建立「明光帝國」。日軍為溥偉訂製並穿上龍袍，在滿洲國警憲的簇擁下祭陵。溥儀得知這一消息，急忙來到旅順，表示願意接受滿洲帝位。由於日本人最先選擇溥偉，溥儀心存芥蒂，並擔心溥偉會在日後再次替代自己，自此在滿洲國成立後從未給溥偉任何職位。

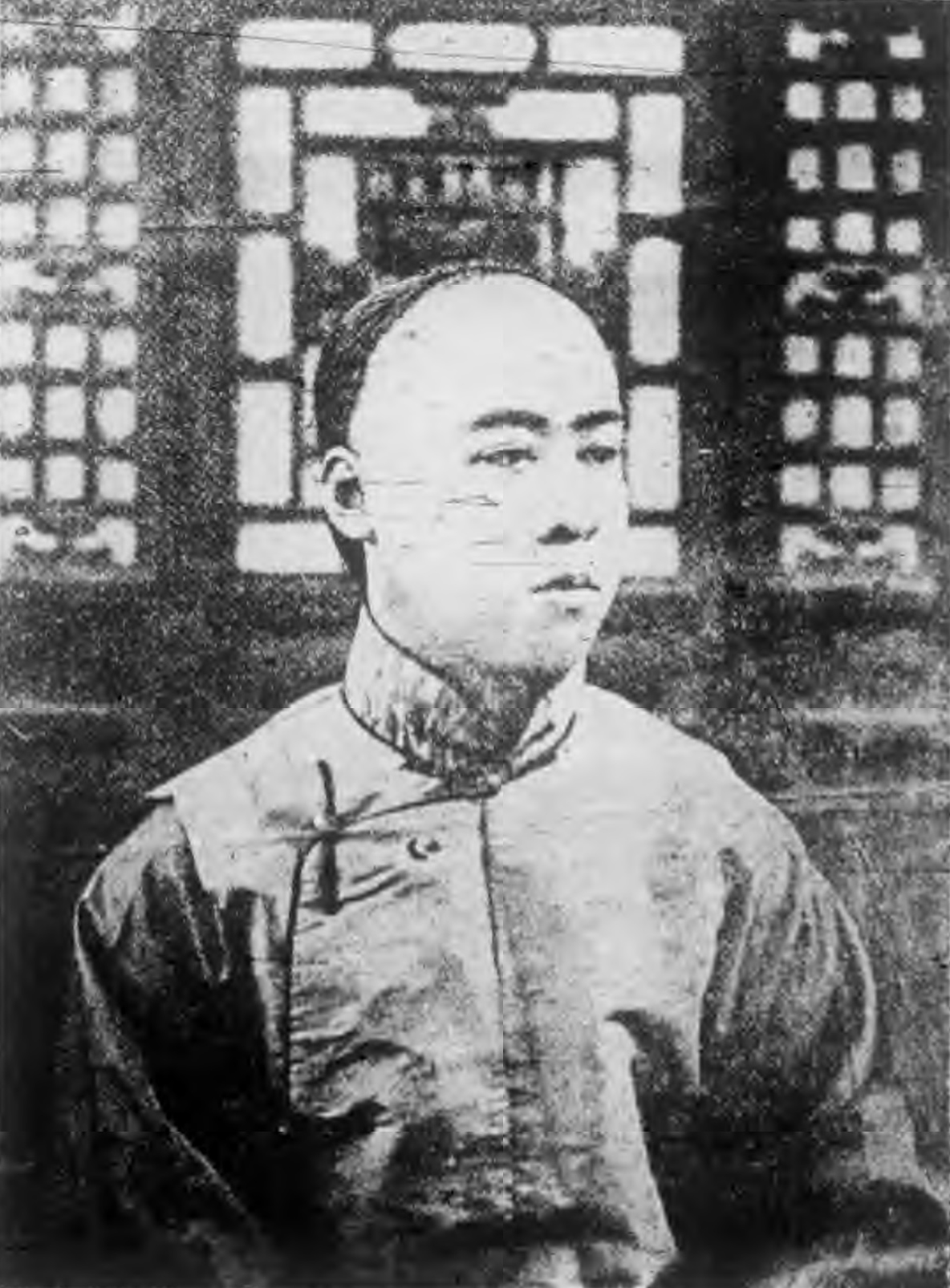

1934年1月，當溥儀決定做滿洲國皇帝之前，溥偉還到京津一帶，勸說清朝遺老貴胄前往長春對溥儀上本朝賀，溥偉到京津將其列名奏賀之本章收齊，又從故宮為溥儀挑選太監二十四名，預備三月一日，溥儀舉行登極大典時侍奉之用。儘管溥偉竭盡全力支持溥儀，表達忠君之心，但最終也沒有得到溥儀的信任，就連俸銀也不支付。溥偉只能變賣家產、古董維持家用。

## 去世
1936年1月，貧病交加的溥偉到新京等待溥儀召見期間，猝死於新華旅社內，享年五十六歲。時任滿洲國皇帝溥儀受清皇室眾親貴諫勸，同意讓溥偉的子嗣繼續承襲恭親王之位。當時溥偉的成年子嗣都已早亡，只能由最年長的第七子毓嶦承襲爵位，並允許其進滿洲國皇宮的私塾讀書。日后，溥儀在回忆录《我的前半生》中，将溥伟描绘为武侠人物。
溥偉死後，其他家眷景狀淒涼，妾室張氏攜帶自身兒女投奔親生兒毓嶦移居新京長春。不久後，妾室周氏為了生計也攜帶一雙兒女改嫁滿洲正白旗張姓人士。

## 家庭

### 父母
- 養父：載澂，恭忠親王奕訢長子，追封恭果敏亲王。
- 生父：載瀅，被革郡王銜貝勒。
- 母親：赫舍里氏
  - 尉禮賢在《青岛的故人们》一书提及，溥伟母亲“精明强干，虽然老迈但对自己的容貌呵护备至，外表看上去风韵犹存，在家中具有绝对的权威[4]”。

### 妻妾
1. 嫡福晉碧魯氏。尉禮賢在《青岛的故人们》一书提及，溥伟妻子是“非常娇弱温柔的蒙古公主[註 3]，但一直疾病缠身，流亡的颠沛恐惧、婆婆的虐待让她心力交瘁，在抵达青岛后就精神错乱”。尉禮賢安排她入院接受治疗[4]。
2. 側福晉賈佳氏
3. 妾張氏
4. 妾周氏

### 兒子
1. 第一子：未命名，已逝。
2. 第二子：毓嶙，1905年出生，已逝。
3. 第三子：毓岏，1906年出生，已逝。
4. 第四子：毓崧，1907年出生，已逝。
5. 第五子：毓岎，1909年出生，已逝。
6. 第六子：未命名，已逝。
7. 第七子：恭亲王毓嶦（1923年－2016年）
8. 第八子：毓嵂，1926年出生，已逝。
9. 第九子：未命名，已逝。
10. 第十子：毓嶸，1930年出生，已逝。
11. 十一子：毓嵱，1932年出生，已逝。

### 女兒
1. 蕴霞（1934年－）